# 고노세촌
고노세촌(일본어: 神瀬村)은 일본 구마모토현 구마군에 설치되었던 촌이다. 

## 역사
- 1889년 4월 1일 - 정촌제 시행에 의해 고노세촌이 성립하였다.
- 1954년 4월 1일 - 와타리촌, 니시제촌과 합병해 구마촌이 되어 소멸했다.

## 참고 문헌
- 角川日本地名大辞典編纂委員会, 『角川日本地名大辞典 43 熊本県』1987, 角川書店